# Café du Cadran
Pour le film, voir Le Café du Cadran.

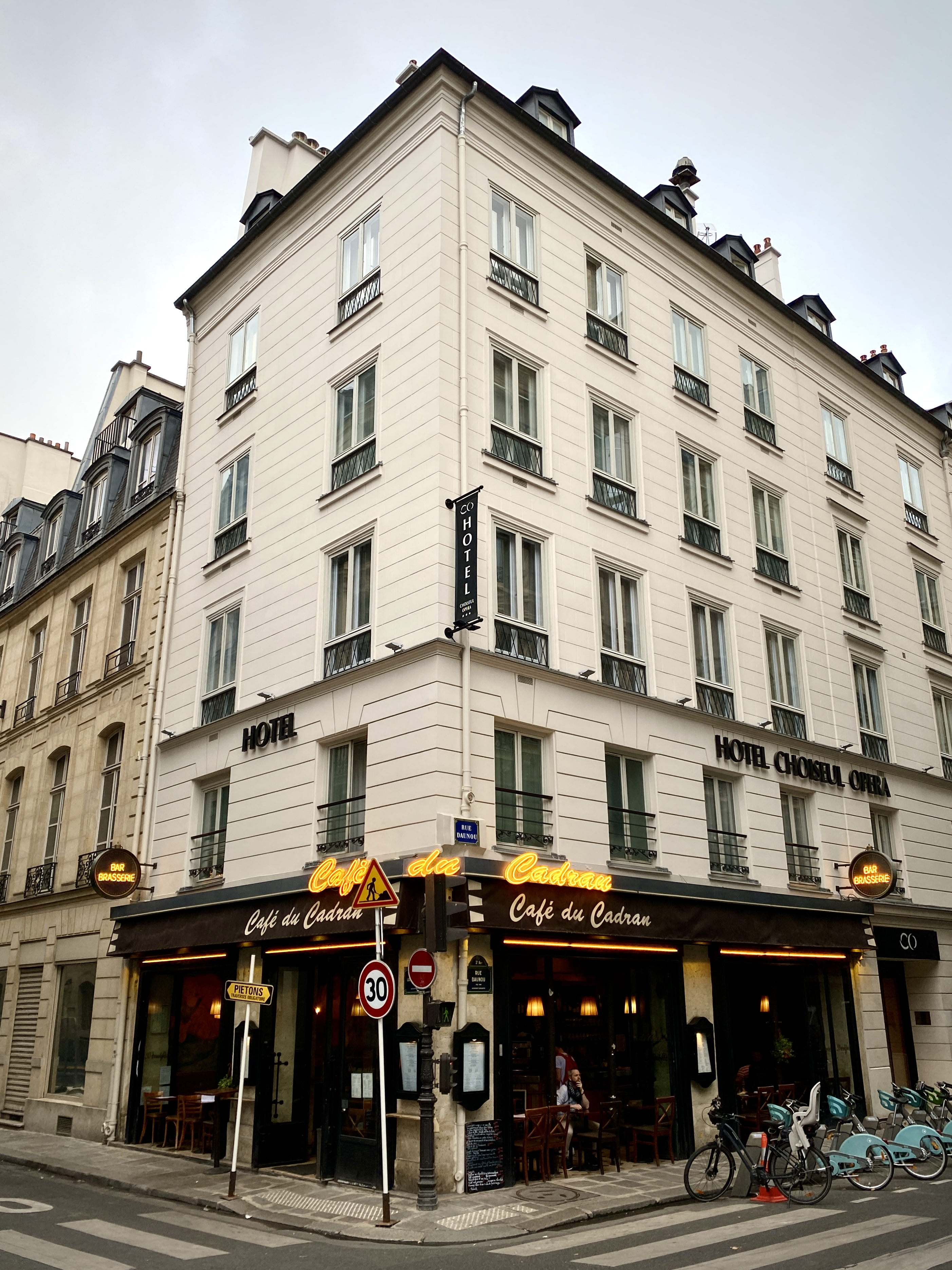
Façade du café du Cadran en août 2022.

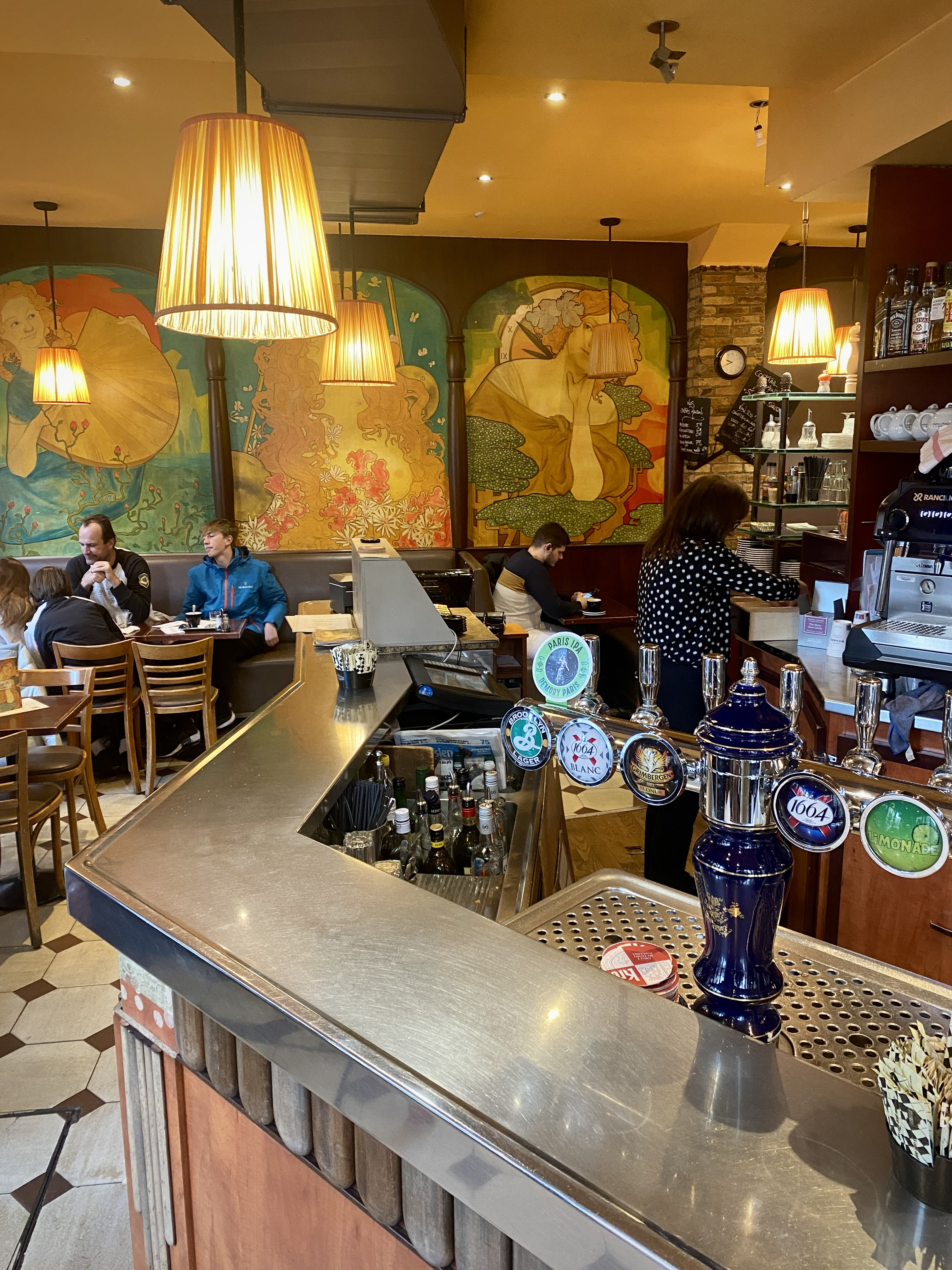
Intérieur du café du Cadran en décembre 2022

Le café du Cadran est un café du 2e arrondissement de Paris, situé à l'angle de la rue Daunou et de la rue Louis-le-Grand.

## «Minute, papillon»
Selon la légende, « Papillon » était le patronyme d'un serveur du café du Cadran, dans les années précédant la Seconde Guerre mondiale. L'histoire veut que l'établissement était le lieu de rendez-vous de nombreux journalistes, notamment ceux du Canard enchaîné. Ces clients, toujours pressés, hélaient sans cesse le garçon de café par son nom : « Papillon, Papillon ». Le serveur débordé répondait alors : « Minute, j'arrive ! »,,.
Par la suite, l'association de l'appel et de la réponse a donné l'expression « Minute, papillon » pour indiquer à une personne pressée qu'elle peut prendre son temps.

## Film de1947
Ce café a été l'objet d'un film de Jean Gehret sorti en 1947, Le Café du Cadran, dans lequel la vie du café est restituée dans son animation et sa clientèle. Blanchette Brunoy et Bernard Blier étaient les acteurs principaux de ce film. Le fameux serveur Papillon est incarné de façon pittoresque par Charles Vissières. Aujourd'hui le café existe encore sous ce nom mais aucune affiche ou photo ne rappelle le tournage.